# Hokov
Hokov (Duits: Hokau of Hockau) is een Tsjechische plaats in de gemeente Hořovičky in de regio Midden-Bohemen en maakt deel uit van het district Rakovník. Het dorp ligt op 2 km afstand van Hořovičky.
Hokov telt 84 inwoners (2021).

## Geschiedenis
De eerste schriftelĳke vermelding van Hokov dateert van 1386. Het verslag waarin Hokov genoemd wordt maakt ook melding van een fort. Dorpseigenaar Ota van Hokova was er woonachtig. De volgende eigenaar was Racek van Hokovský en Hokov, die vóór 1404 stierf. Zĳn eigendom werd opgeëist door een zekere Dorota, maar werd verworven door de vorst Oldřich van Drasovic. In de 15e eeuw was het dorp om beurten in het bezit van leden van de familie Hokovsky van Hokov: Dalibor (1430), Jan (1421-1468), Otík (na 1484) en uiteindelijk Kuneš, die het dorp in 1513 bezat en liet registreren bĳ het zemské desky (de voorloper van het kadaster.
In 1545 verkocht Kuneš het dorp aan Jan Štampach van Štampach en verhuisde naar Hradecky. Na hem werd Hokov geërfd door zijn zoon Adam. Hij woonde tot 1597 in Hokov, toen hij het ruilde met Benes Libštejnský z Kolovrat. Volgens Rudolf Anděl stierf hĳ in 1597, waarna het dorp verhandeld of verkocht werd door Adams zoon Václav. Benes Libštejnský stierf in 1617.
Na wat wisselingen kwam Hokov in handen van gravin Ludmila. Daarna wisselde het dorp opnieuw meermaals van eigenaar: Jan Petr Hoberk van Hennersdorf (1688), en daarna zijn zoons Jan Bedřich en Jan Vojtěch. Laatstgenoemde verkocht het dorp in 1717 aan Georg Olivier Wallis, die al Kolešovice in zĳn bezit had. Zĳn nakomelingen verbouwden het fort van Hokov tot de Sint-Procopiuskapel. De kapel functioneerde tot aan de Jozefinistische hervorming. In de jaren erna verpauperde het gebouw, waarna het gesloopt werd.
Sinds 2003 is Hokov onderdeel van de gemeente Hořovičky.

## Voorzieningen
Er staat een voormalig schoolgebouw in het dorp. Verder is er een speeltuin aanwezig.

## Bevolking
Bij de volkstelling in 1921 waren er 303 inwoners, waarvan 145 mannen, waarvan zes Tsjecho-Slowaken, 292 Duitsers, drie Joden en twee buitenlanders. Qua religie waren er 31 protestanten en acht Joden; de rest was lid van de Rooms-Katholieke kerk.
Bĳ de volkstelling van 1930 telde het dorp 348 inwoners: 36 Tsjecho-Slowaken, 309 Duitsers en drie Joden. De Rooms-Katholieke meerderheid was nog steeds overheersend, maar er waren ook 32 protestanten (waarvan één lid van de Tsjecho-Slowaakse Huzarenkerk), zes Joden en vijf atheïsten.

## Bezienswaardigheden
- Dorpskapel met klok;
- Monumentaal woonhuis/boerderĳ op nr. 17.

## Galerij

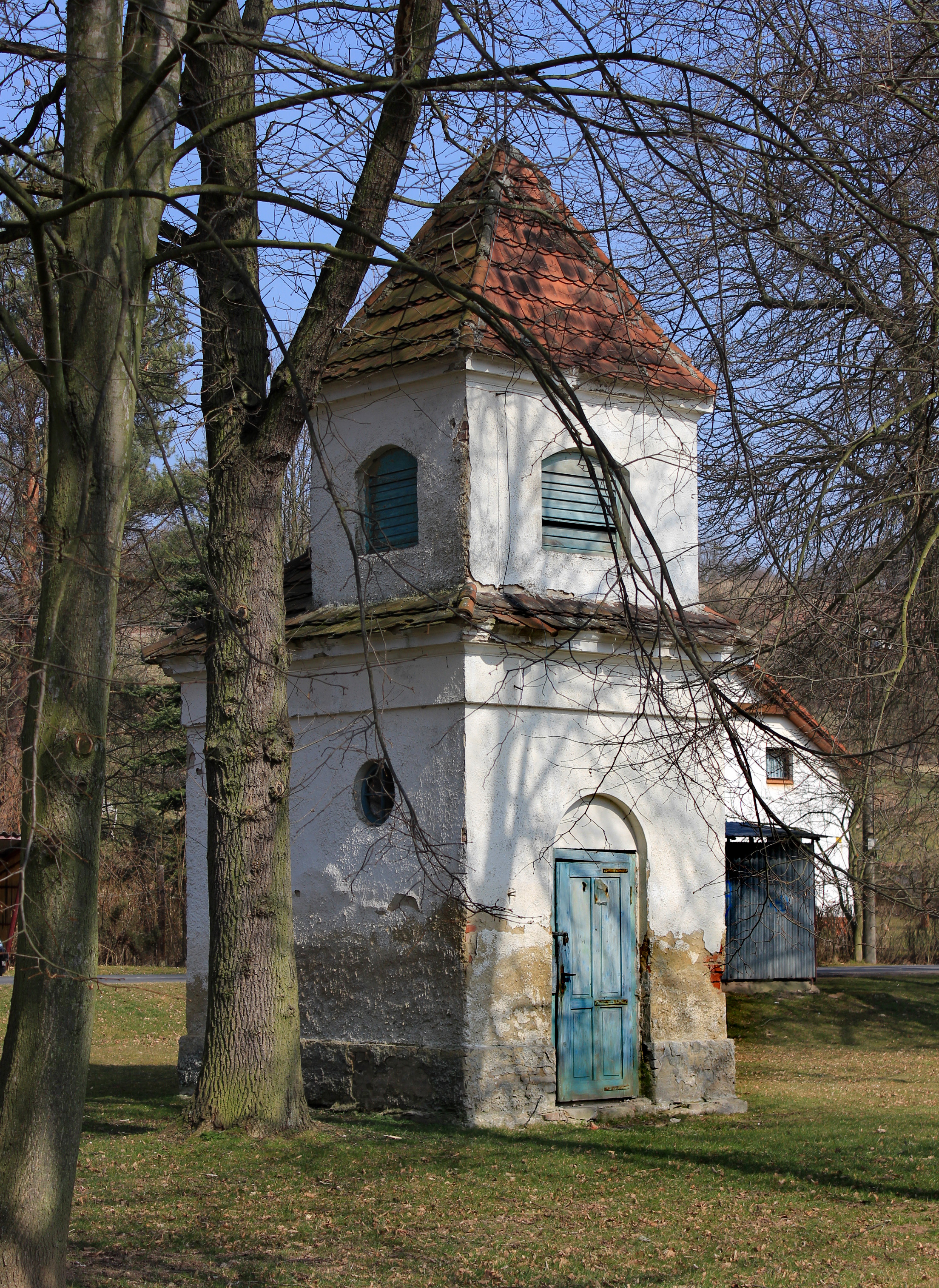
Dorpskapel
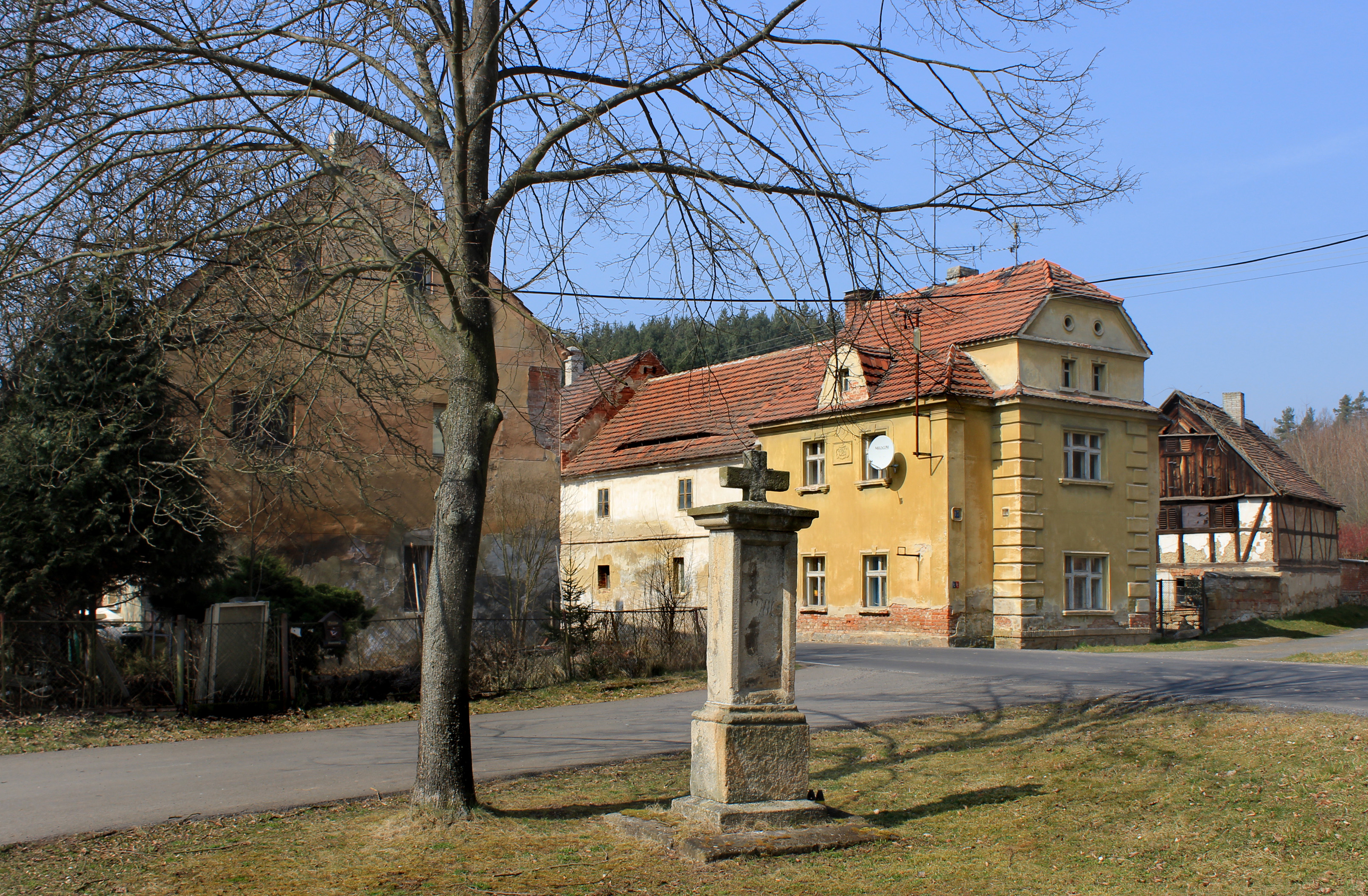
Hoofdstraat
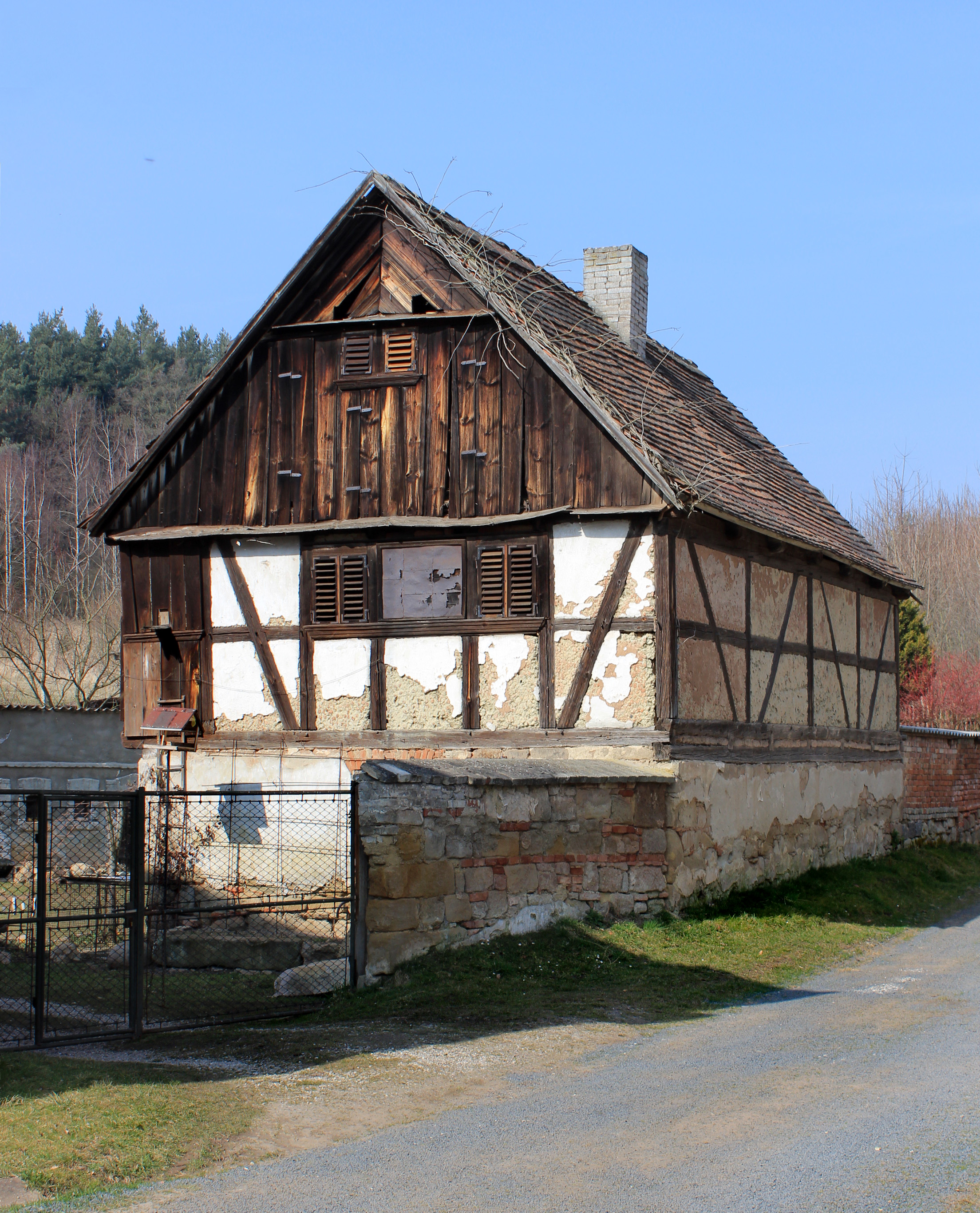
Monumentaal huis nr. 17
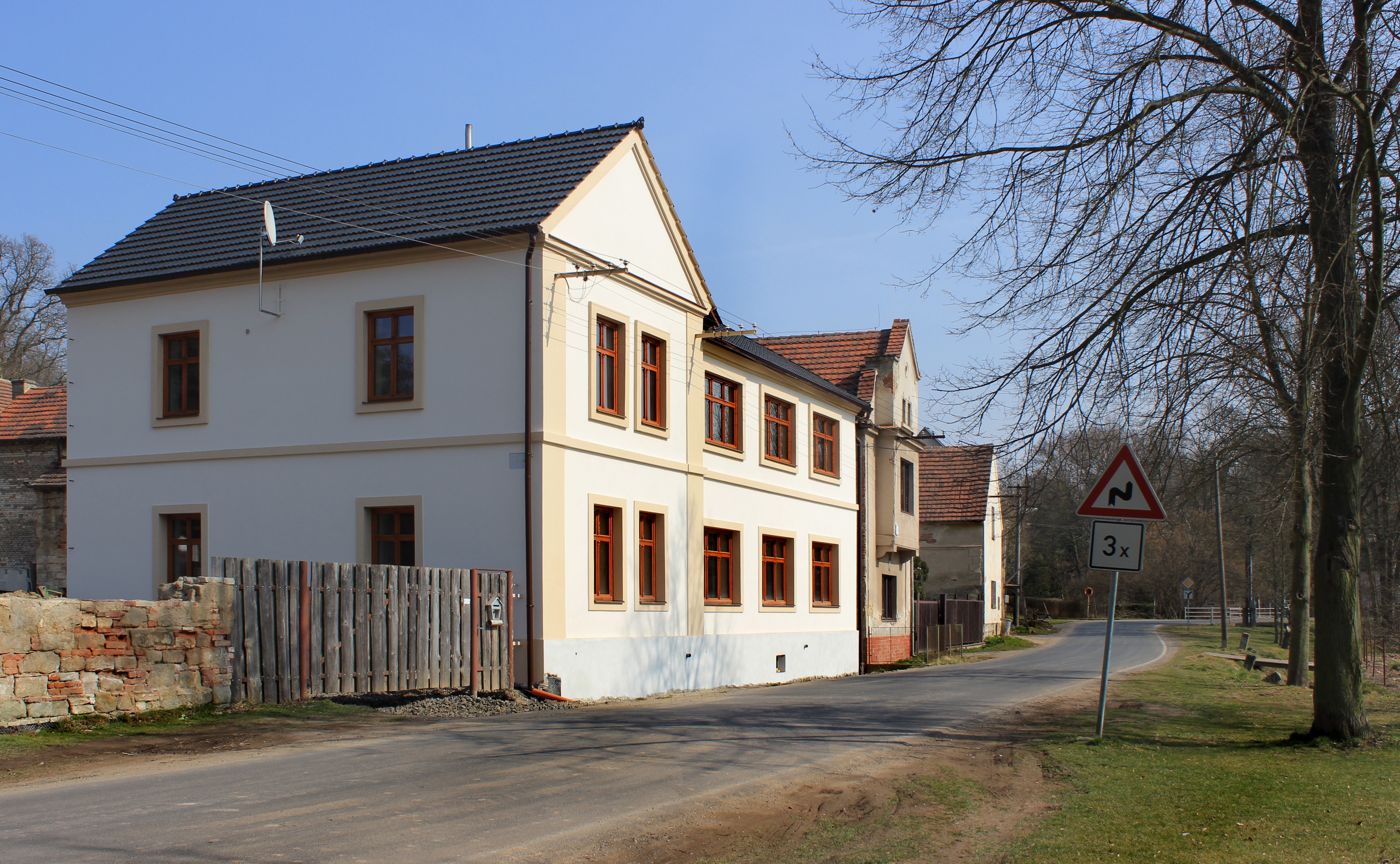
Weg naar Rakovník
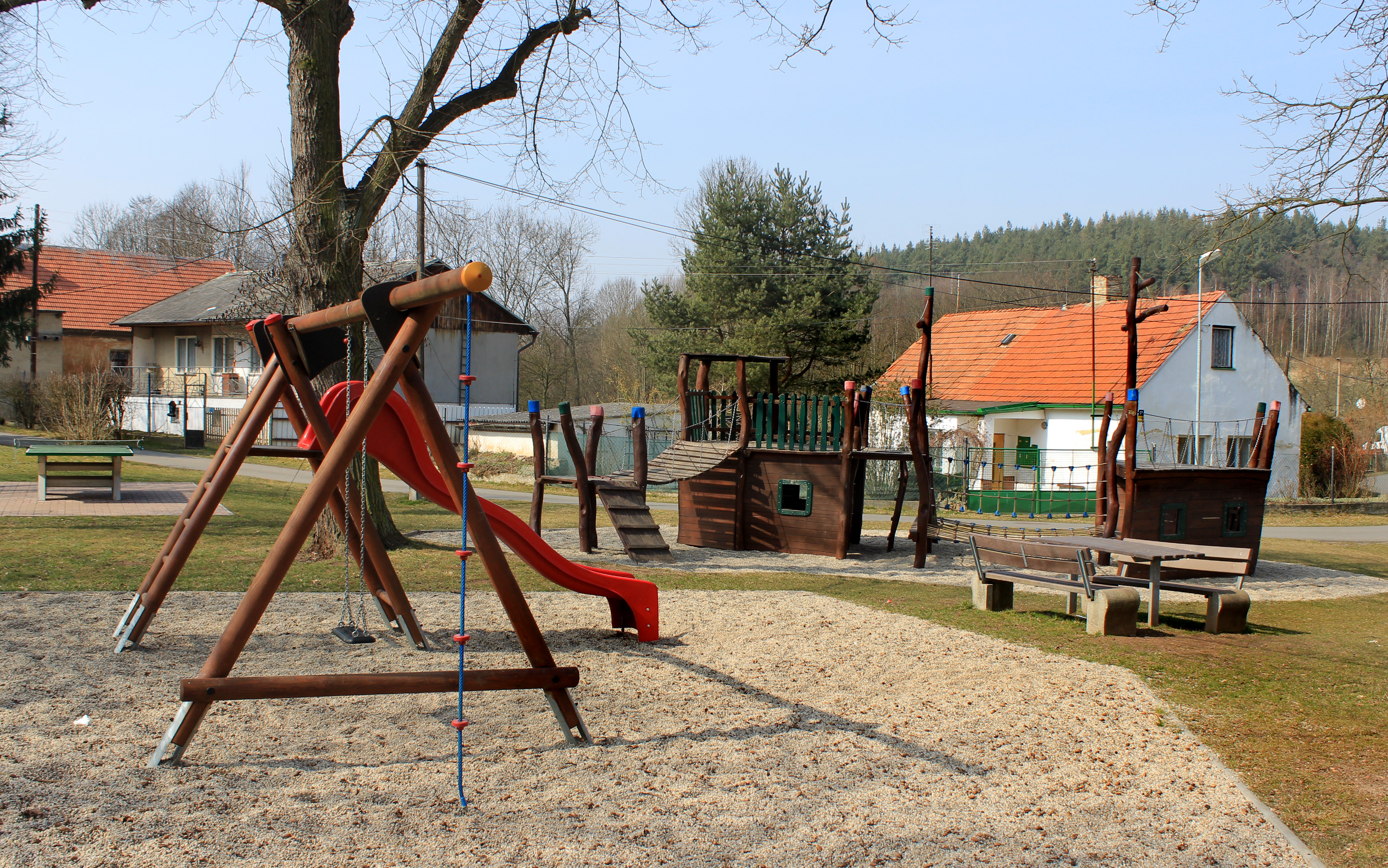
Speeltuin in het dorp
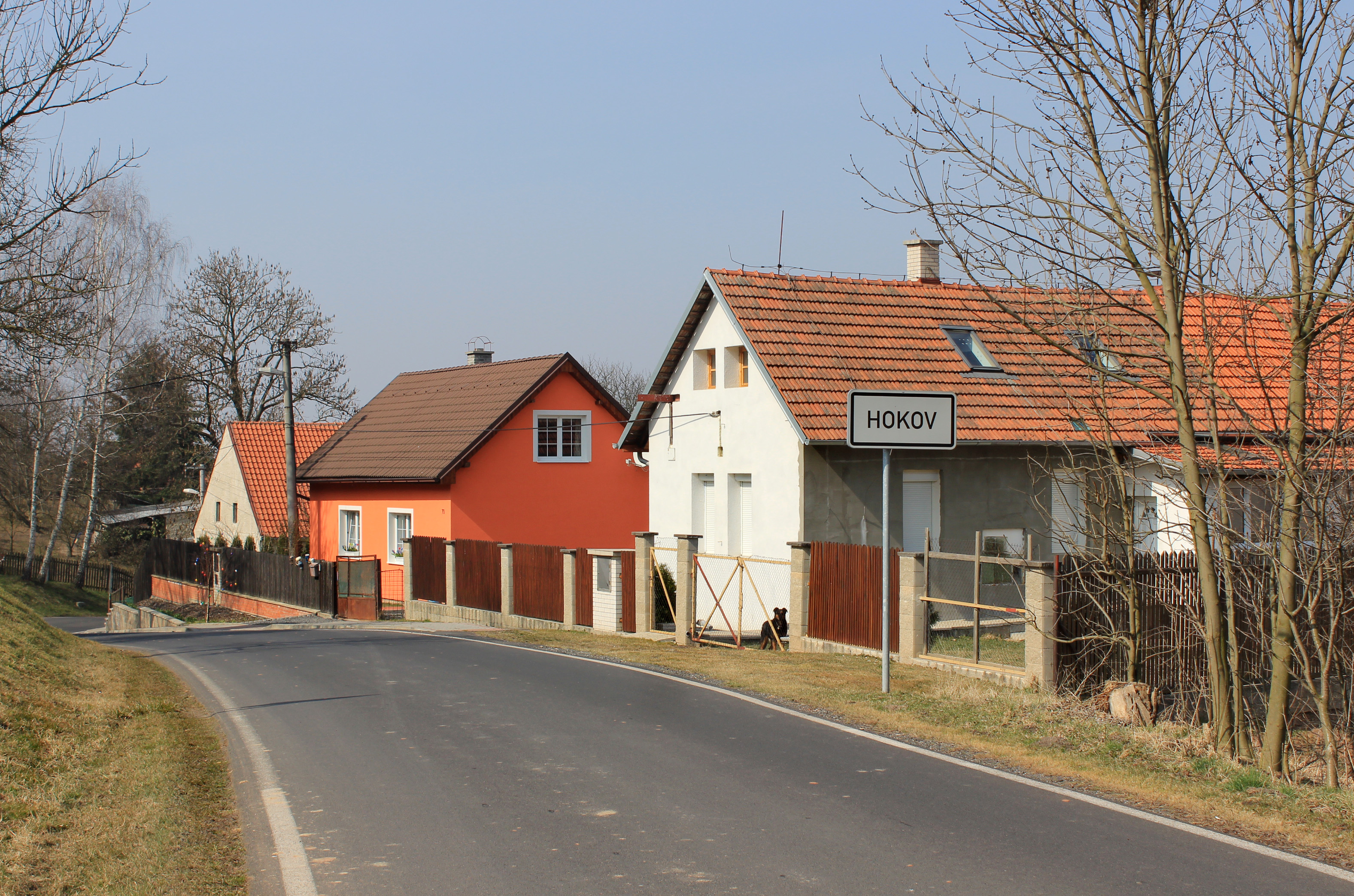
Toegangsweg aan de zuidkant
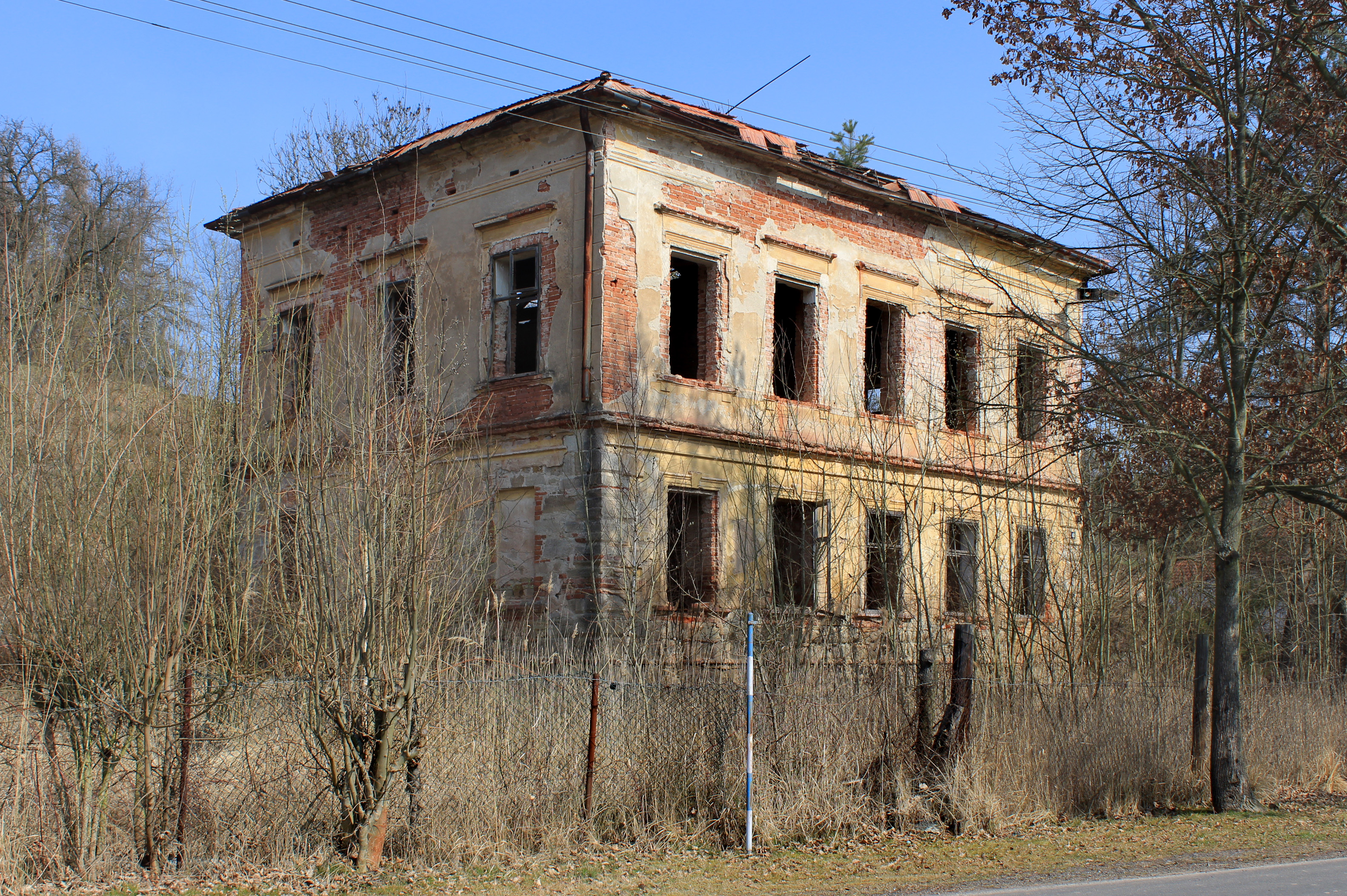
Voormalig schoolgebouw